# Вазописец свадеб

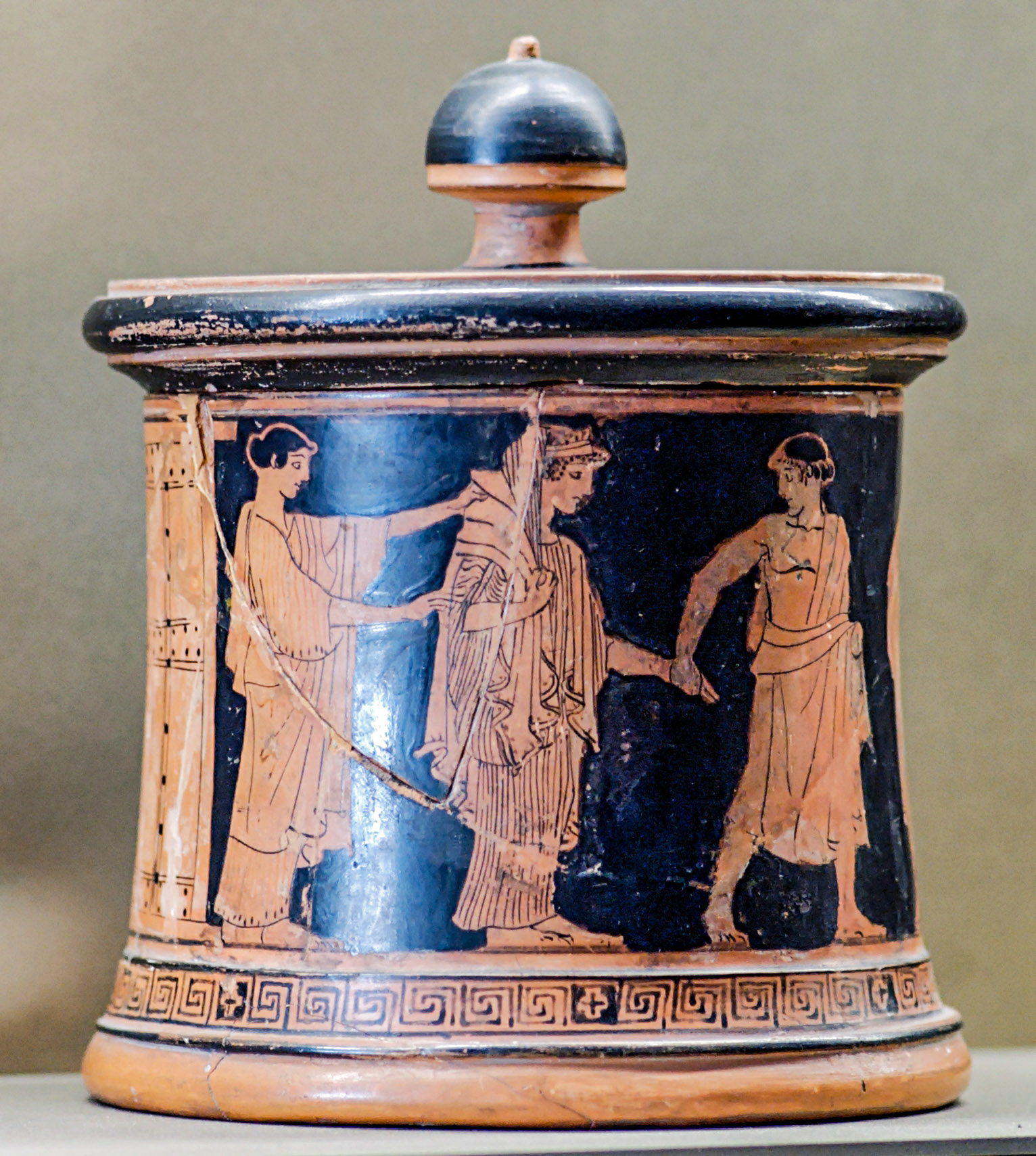
Именная ваза вазописцы свадеб — пиксида, Свадьба Фетиды и Пелея

Вазописец свадеб — условное название древнегреческого вазописца, который работал в Афинах примерно с 480 до 460 до н. э. в краснофигурной технике.
Его именная ваза — пиксида с изображением сцены свадьбы Фетиды и Пелея, датированная около 470—460 г. до н. э., сейчас хранится в Лувре, Париж.

## Другие работы
- Национальный археологический музей Афин

кратер 1388 • пиксида 14908
- Археологический музей, Барселона

фрагмент вазы 584 • фрагмент вазы 4339
- Музей Роберта Лоува, Университет Калифорнии, Беркли

ваза 924 A
- Берлинское античное собрание

ваза F 2547
- Археологический музей, Болонья

фрагмент вазы 373 • ваза 374
- Музей академического искусства, Бонн

ваза 144 A
- Музей изобразительных искусств, Бостон

кратер 95.26
- Национальный археологический музей, Кьюзи

кубок 1845
- Музей Антуана Вивнеля, Компьень

кубок 1090 • кубок 1104
- Национальный музей Спини, Феррара

скифос T 441
- Археологический музей культуры этрусков, Флоренция

фрагмент вазы 11 B 10 • фрагмент вазы 17 B 7 • фрагмент вазы 20 B 11 • фрагмент вазы PD 28 • фрагмент вазы PD 172 • фрагмент вазы PD 289 • фрагмент вазы PD 563
- Университет Альбрехта Людвига, Фрайбург

фрагмент вазы
- Британский музей, Лондон

Гидрия E 226
- частная коллекция Пола Арндта, ранее Мюнхен

вазы
- Метрополитен-музей, Нью-Йорк

пиксида 39.11.8
- Лувр, Париж

ваза CP 10952 • фрагмент вазы CP 11605 • фрагмент вазы CP 11606 • фрагмент вазы CP 11607 • фрагмент вазы CP 11608 • фрагмент вазы CP 11609 • фрагмент вазы CP 11610 • фрагмент вазы CP 11611 • ваза G 269 • ваза G 630 • пиксида L 55
- Карлов университет, Прага

лекиф 22.62
- Национальный музей, Реджо-Калабрия

2 фрагмент ваз • фрагмент Скифос
- Археологический музей, Салоники

фрагмент канфара 34.157
- Музей истории искусств, Вена

кратер 1771 • ваза 2150
- Музей колледжа, Винчестер

ваза 71